# Serra do Cabral

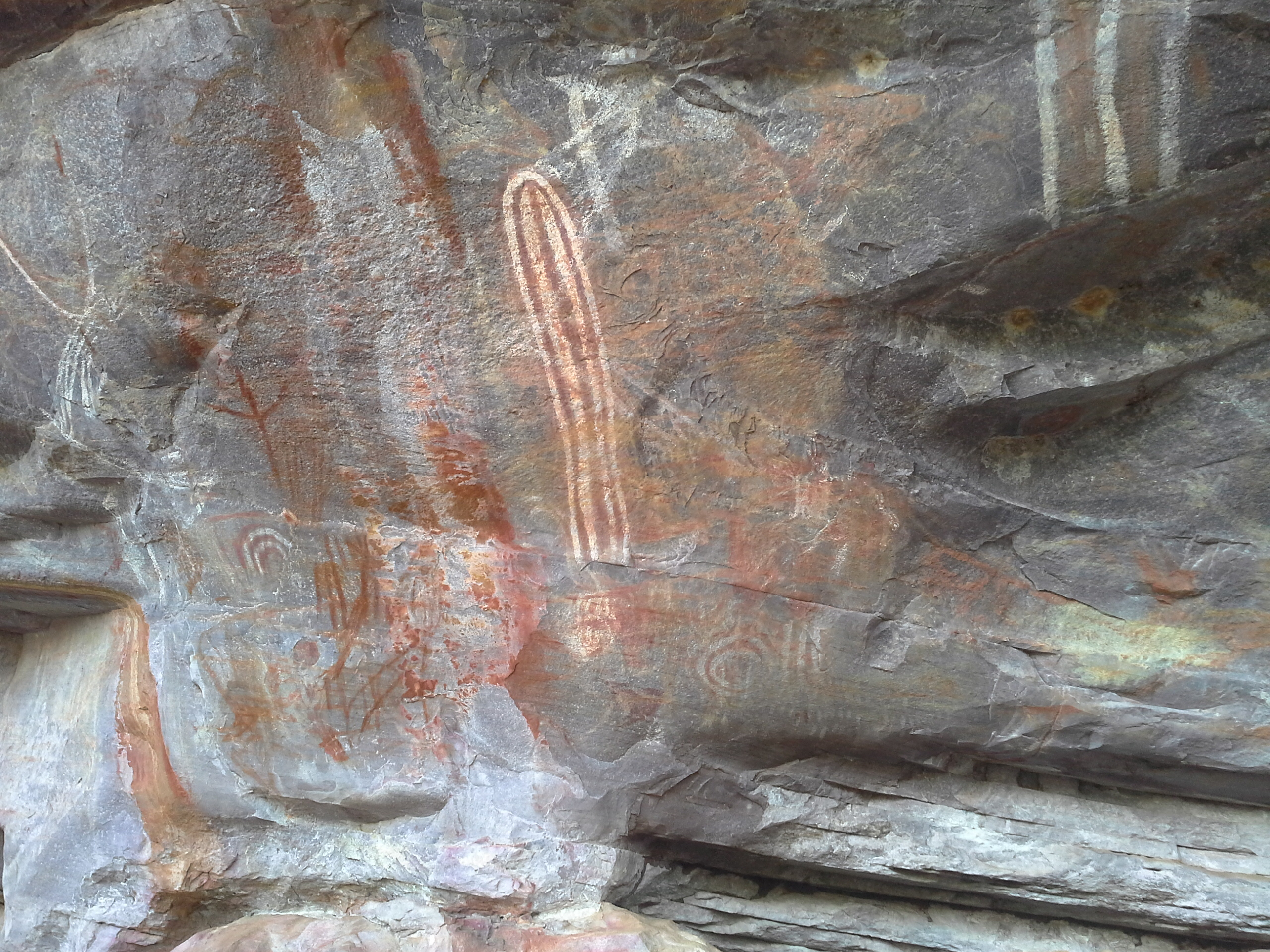
Pintura rupestre, Parque Estadual Serra do Cabral.

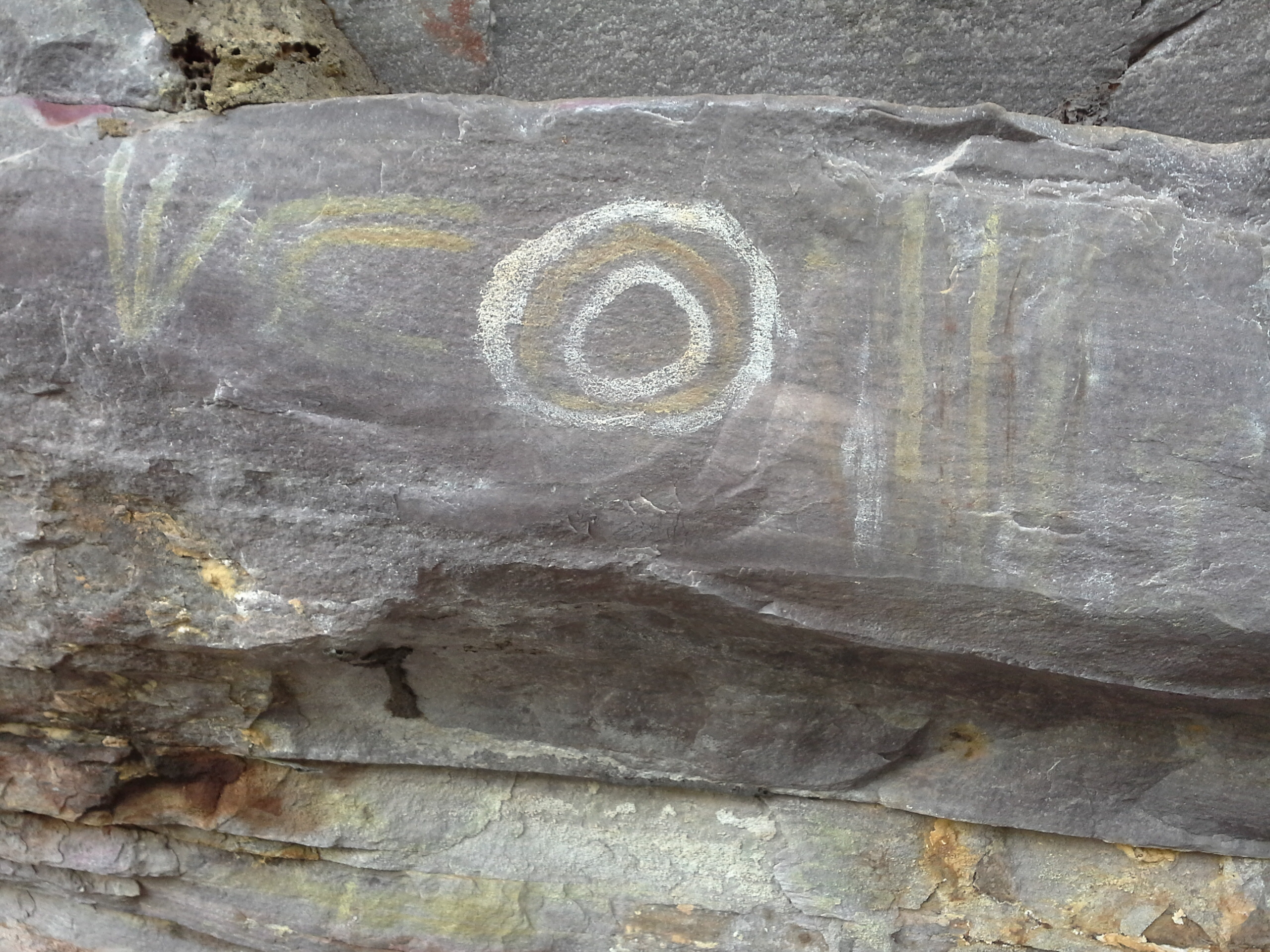
Pintura rupestre no Parque Estadual Serra do Cabral, em Buenopolis-MG.

A serra do Cabral é um maciço montanhoso, isolado, que fica no centro-norte de Minas Gerais. Ali foi criado o Parque Estadual da Serra do Cabral. Está situada nos municípios de Várzea da Palma, Buenópolis, Joaquim Felício, Augusto de Lima, Lassance e Francisco Dumont, além de povoados e fazendas que se localizam no seu entorno.

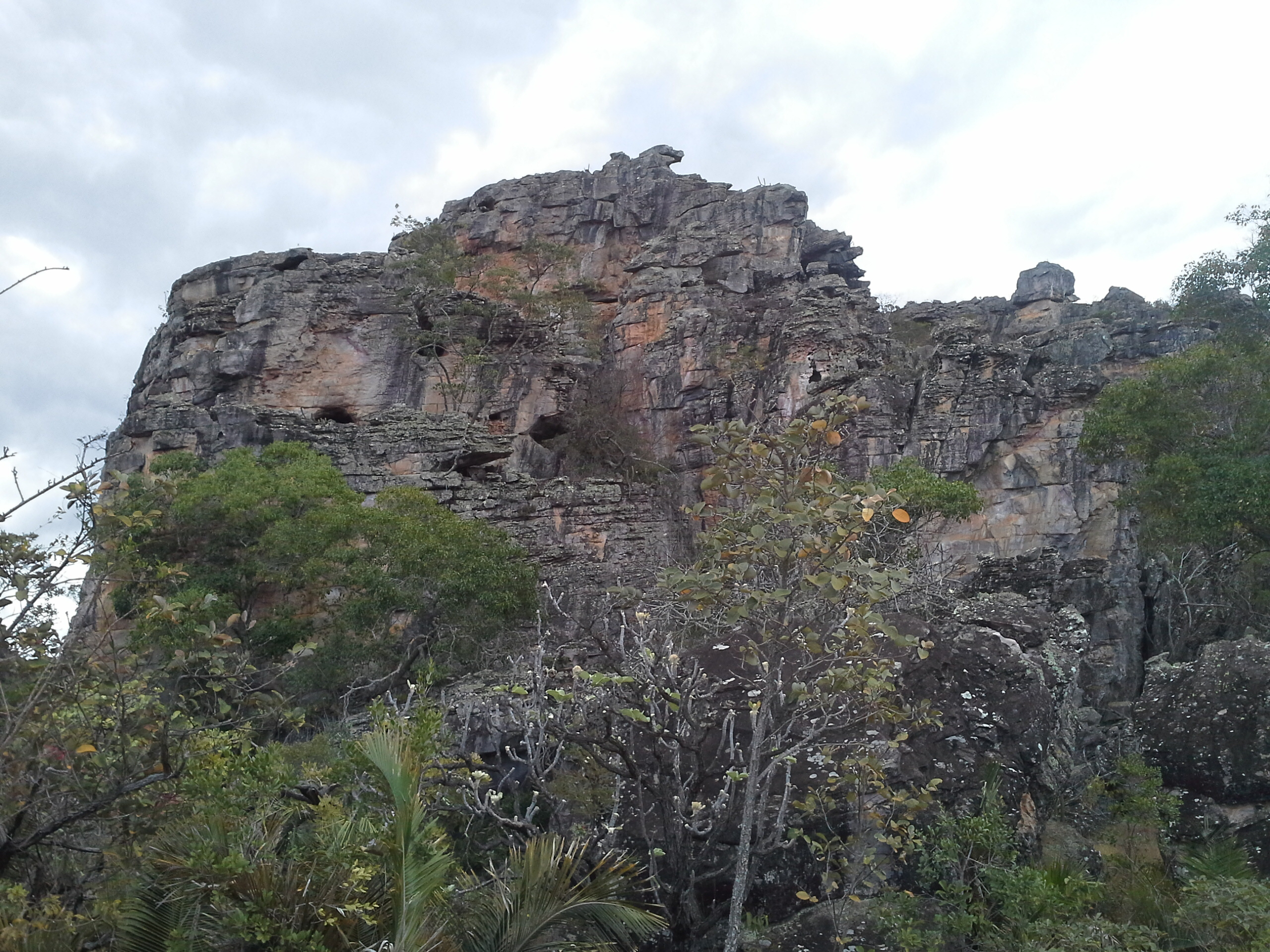
Uma das paredes rochosas do Parque.

## Geografia
Apresenta incontáveis nascentes de riachos, a fauna e a flora são típicas de campos rupestres, com algumas espécies endêmicas, sendo que muitas ainda não estão catalogadas. Muitos riachos que nascem nesta serra correm para afluentes do rio das Velhas ou do rio Jequitaí, mais ao norte, ambos são afluentes do Rio São Francisco. Possui formações cársticas (cavernas e "lapinhas"), dada a razoável quantidade de calcário na região.
Na Serra do Cabral viveram povos indígenas nômades até aproximadamente 350 anos atrás, o que caracteriza a importância arqueológica e histórica. 
Sua importância se deve como ponto de referência entre viajantes do período colonial e ao longo do século XX, e também pela literatura. Algumas obras do escritor mineiro João Guimarães Rosa têm como cenário a região norte do estado, onde encontra-se a serra do Cabral e suas características naturais que conferem singularidade regional.
A riqueza mineral dessa formação geológica também é relevante. O povoamento do seu entorno se deve, entre outros motivos, à descoberta de diamantes na região.